# W ślad za Beethovenem
W ślad za Beethovenem (tytuł oryginalny: Vazhdojmë me Bethovenin) – albański krótkometrażowy film fabularny z roku 1994 w reżyserii Spartaka Pecaniego.

## Opis fabuły
Historia dwojga kochanków, którzy nie mogą znaleźć zrozumienia dla ich miłości w kręgu bliskich im osób. Decydują się mieszkać w jednym z bunkrów, który pozostał w Albanii z czasów Envera Hodży. Realizacja tego pomysłu doprowadzi do tragicznego finału.
Film był realizowany w Tiranie.

## Obsada
- Reshat Arbana jako strażnik
- Alban Dudushi jako chłopiec
- Majlinda Porodina jako dziewczyna